# Gustavo Domínguez
Pour les articles homonymes, voir Domínguez.
Domínguez  Lemos est un nom espagnol. Le premier nom de famille, en général paternel, est Domínguez ; le second, en général maternel, souvent omis, est Lemos.
Gustavo Domínguez Lemos (né le 17 octobre 1980 à O Porriño en Galice) est un coureur cycliste espagnol.

## Palmarès
- 2002
  - 2e de la Clássica da Primavera
  - 3e du Tour de Trás-os-Montes et Haut Douro
- 2003
  - Grande Prémio Internacional Paredes Rota dos Móveis :
    - Classement général
    - 1re étape

  - 3e du Grand Prix Abimota
- 2006
  - 3e du Tour d'Estrémadure

## Résultats sur les grands tours

### Tour d'Espagne
3 participations 
- 2007 : 97e
- 2008 : 84e
- 2009 : 77e

## Classements mondiaux
| Année           | 2005 | 2006 | 2007 | 2008  | 2009  | 2010 |
| --------------- | ---- | ---- | ---- | ----- | ----- | ---- |
| UCI Europe Tour | 491e | 614e | 819e | 1077e | 1201e | 712e |